# Tunnel Baaker Mulde

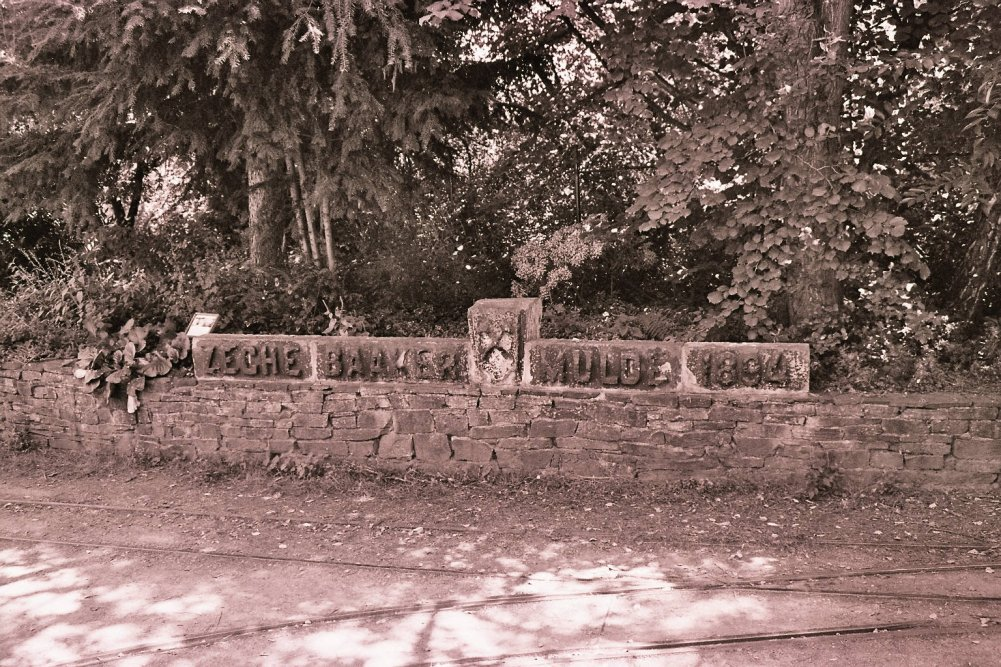
Portalstein des Nordportals, heute im Eisenbahnmuseum

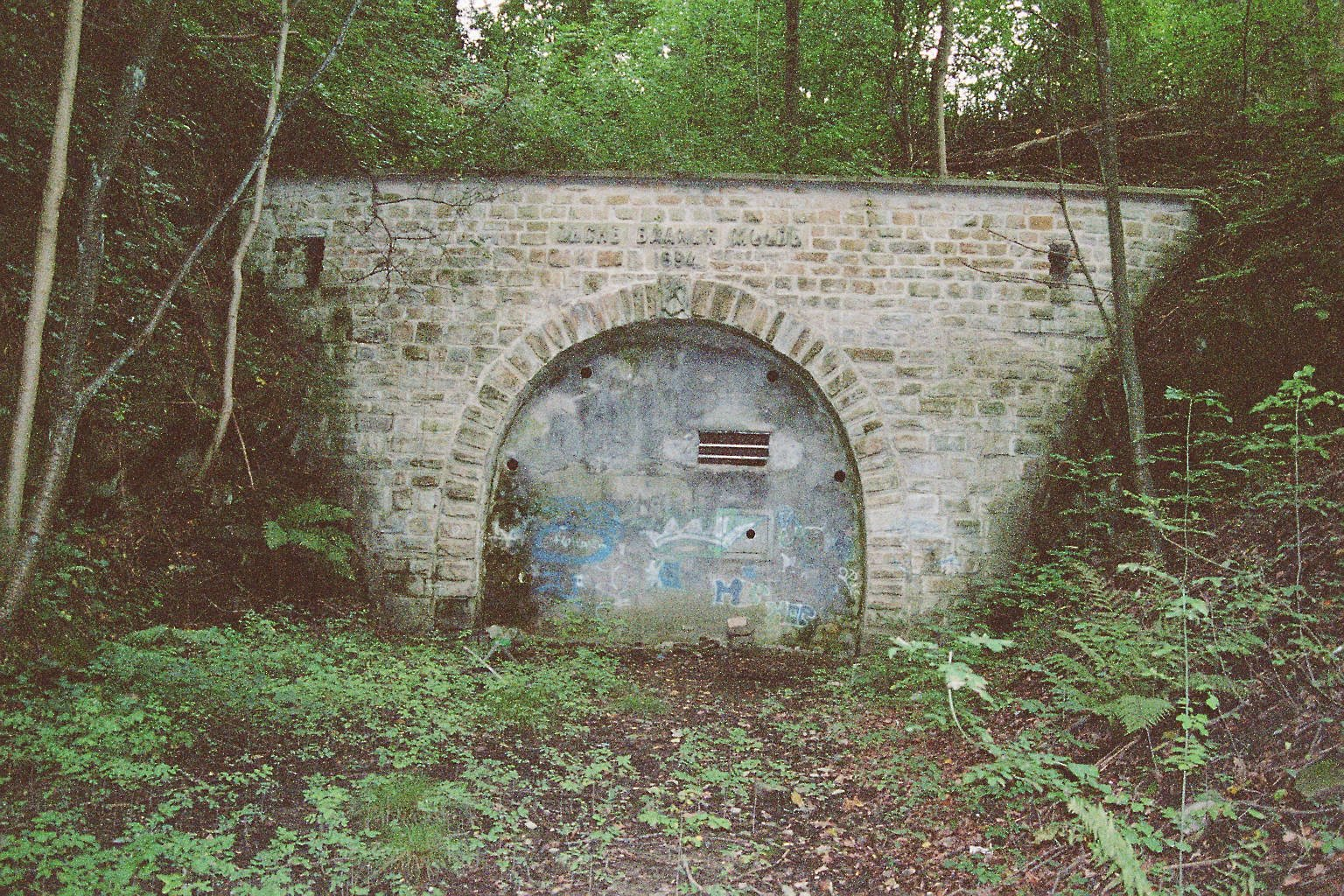
Südportal, 2005

Der Tunnel Baaker Mulde war ein Eisenbahntunnel in Bochum.  Die Strecke führt unter dem Zeppelindamm und der Hattinger Straße hindurch. 
Die Zeche Johann Friedrich, ab 1870 Zeche Baaker Mulde, trieb bis 1869 durch den Lindener Sattel eine Strecke, um einen Anschluss für eine Pferdebahn an die Eisenbahnstrecke Dahlhausen–Weitmar zu erlangen. Das Mundloch befand sich nahe der Gaststätte Gremmel, Munscheider Straße 166. 
1894 wurde ein neuer 350 m langer Tunnel für einen normalspurigen Anschluss in Betrieb genommen. Das nördliche Tunnelportal wurde 1982 zugeschüttet. Der Schlussstein des Nordportals wird im Eisenbahnmuseum Dahlhausen verwahrt. 2000 wurde der Tunnel verfüllt. Das südliche Tunnelportal ist noch erhalten. Es ist heute ein Standort des Bergbauwanderwegs Dahlhausen.